# Indo-Zambia Bank

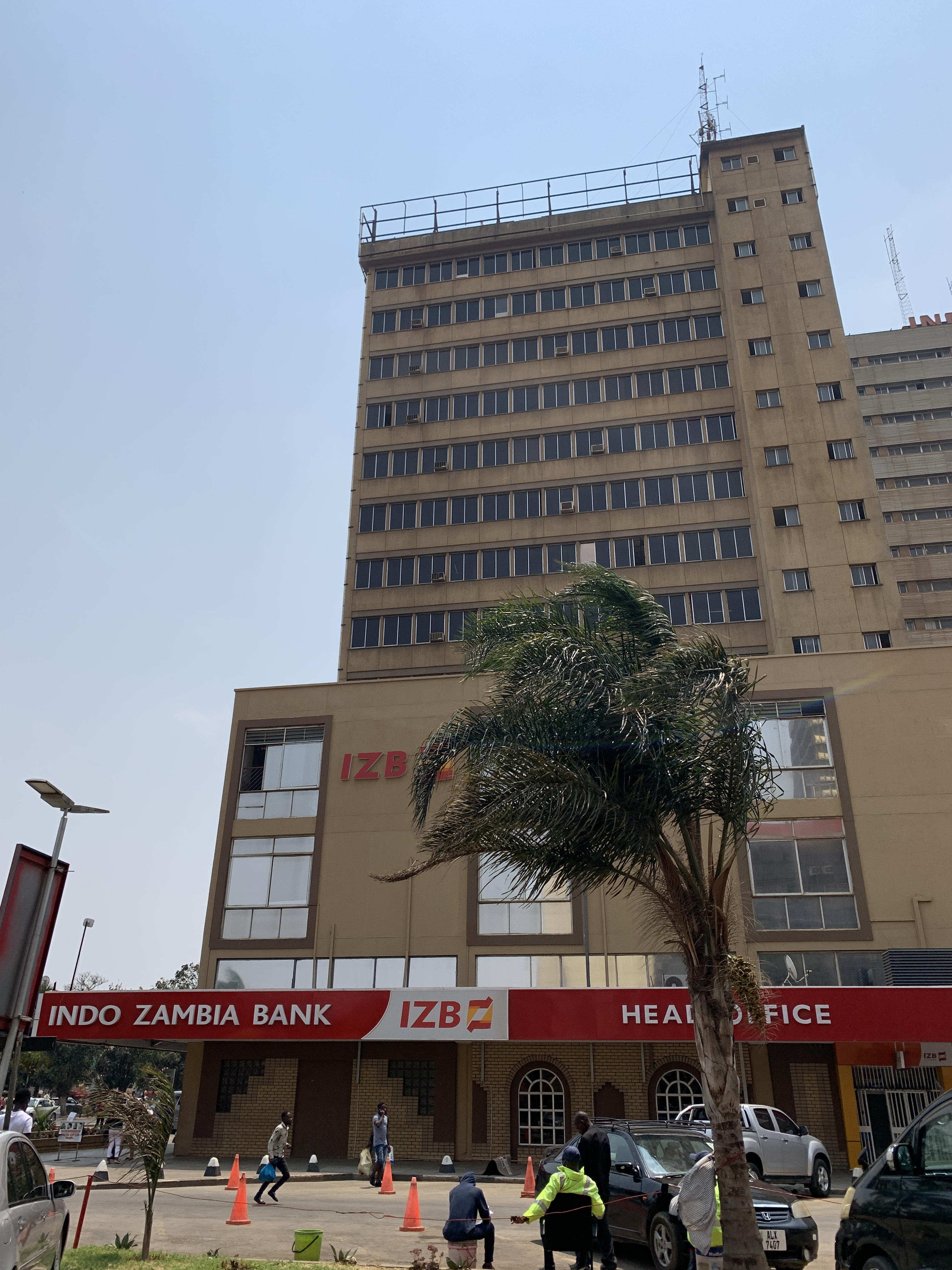
Hauptsitz der Indo-Zambia Bank

Indo-Zambia Bank ist ein Tochterunternehmen der indischen Bank of Baroda in Sambia. Ihre Anteile liegen zu 60 Prozent bei der Bank of Baroda, deren Eigentümer der indische Staat ist, und zu 40 Prozent beim sambischen Staat, womit sie als Joint Venture gilt. Ihr Hauptsitz in Sambia ist in der Cairo Road in Lusaka. Sie hat Filialen in Lusaka, Ndola, Kitwe, Kabwe, Livingstone, Chilanga und Chingola.
Die Bank of Baroda ist die größte internationale Bank Indiens, vergleichbar mit Barclays Bank und Citibank für die westlichen Industrieländer. Ihre Tochter, die Indo-Zambia Bank, bearbeitet als zentrales Geschäftsfeld den gemeinsamen Handel der beiden Länder Indien und Sambia. Damit konkurriert die Indo-Zambia Bank unmittelbar mit Stanbic Bank Zambia und Zambia Export and Import Bank im Bereich der einfachen Konsumgüter wie Fahrräder, für die Indien in Afrika wegen ihrer einfachen Bauweise beinahe ein Monopol hat, der Textilien, die oft bunter sind als andere in der Welt, der Plastikschüsseln, -kanister, -flaschen aller Größen etc.
Dabei ist ihr Geschäftsfeld vergleichsweise klein, kann jedoch als vielfältig und sehr nahe dem Bereich der Mikrokredite betrachtet werden. Sie wächst seit Jahren in dem Sektor, den die Weltbank gerade erst entdeckt hat den sie und mit der Lima Bank und der Cavmont Capital Bank zu fördern versucht.
Das Filialnetz der Indo-Zambia Bank in Sambia ist relativ groß, doch in der Ausstattung oft spartanisch, sodass sich viele Großkunden deplatziert fühlen. Es erfüllt jedoch seinen Zweck, indische Händler in Sambia und ihre Lieferanten in Indien mit zuverlässigen Zahlungsverbindungen zu versorgen. Darüber hinaus besteht zusätzlich das Filialnetz der Bank of Baroda, das Botswana, Kenia, Uganda, Tansania, die Seychellen, Mauritius, Oman, Hongkong, die VR China, Malaysia u. a. bedient. Das ist als ein eigenständiges Segment des Bankenmarktes zu betrachten.